# Mustapha Haciane
Mustapha Haciane, né en 1935, est un écrivain algérien.

## Biographie
Né en 1935 à Rouïba, en Algérie, dans une famille d'origine turque, Haciane a commencé à écrire des poèmes à l'âge de 17 ans, en école secondaire, et a également étudié en France et en Suisse. Il a écrit la pièce À quoi bon fixer le soleil qui a été interprétée en 1967 par la troupe genevoise du Théâtre de l'Atelier. Il a écrit deux autres pièces : de retour en Algérie, il écrit La Vocation de l'abus et L'Escalier d'en face et, à Rio de Janeiro, il a commencé à écrire Les Orphelins de l'empereur. Il réside à Paris.